# The Homesman
The Homesman (bra: Dívida de Honra; prt: The Homesman - Uma Dívida de Honra) é um filme franco-estadunidense de 2014, dos gêneros drama, ação e faroeste, dirigido por Tommy Lee Jones, com roteiro dele, Kieran Fitzgerald e Wesley Oliver baseado no romance The Homesman, de Glendon Swarthout.
O filme é estrelado por Tommy Lee Jones e Hilary Swank nos papeis principais, além de Meryl Streep, Hailee Steinfeld, John Lithgow, Grace Gummer e James Spader.
O título refere-se à tarefa de levar os imigrantes de volta para casa, o que era normalmente o trabalho de um homem, daí The Homesman (Home: Casa | Man: Homem).
No Brasil, a California Filmes relançou o filme em blu-ray em 2021 na Versátil Home Vídeo.

## Sinopse
Três mulheres dementes são escoltadas por Mary Bee Cuddy e o posseiro George Briggs do Nebraska até Iowa, e no caminho enfrentam as adversidades da natureza.

## Elenco
- Tommy Lee Jones como George Briggs
- Hilary Swank como Mary Bee Cuddy
- Grace Gummer como Arabella Sours
- Miranda Otto como Theoline Belknapp
- Sonja Richter como Gro Svendsen
- Meryl Streep como Altha Carter
- John Lithgow como Reverendo Dowd
- James Spader como Aloysius Duffy
- Hailee Steinfeld como Tabitha Hutchinson
- Caroline Lagerfelt como Netti Nordstog, Mãe de Gro
- Tim Blake Nelson como O Cargueiro
- Jesse Plemons como Garn Sours
- William Fichtner como Vester Belknap
- David Dencik como Thor Svendsen
- Barry Corbin como Buster Shaver, morador da cidade
- Evan Jones como Bob Giffen
- Jo Harvey Allen como Sra. Polhemus, moradora da cidade
- Karen Jones como Sra. Linens, moradora da cidade

## Prêmios e indicações
| Evento             | Prêmio/categoria             | Recipiente                                                 | Resultado |
| ------------------ | ---------------------------- | ---------------------------------------------------------- | --------- |
| Festival de Cannes | Palma de Ouro (melhor filme) | Tommy Lee Jones, Luc Besson, Peter M. Brant, Brian Kennedy | Indicado  |